# ABC-morden
ABC-morden (Engelska: The A.B.C Murders)  är en brittisk deckarroman av Agatha Christie, med hennes karaktärer Hercule Poirot, Arthur Hastings och kommissarie Japp, när de kämpar mot en serie mord av en mystisk mördare känd endast som "ABC". Boken publicerades första gången i Storbritannien av Collins Crime Club den 6 januari 1936. Den första svenska upplagan gavs ut 1938.
Romanens form är ovanlig och kombinerar berättande i förstapersonsperspektiv och i tredje person. Detta tillvägagångssätt har tidigare använts av Agatha Christie i Mannen i brunt. I ABC-morden ska berättelsen i tredje person ha rekonstruerats av berättelsens jagberättare, Arthur Hastings.
Den ursprungliga premissen är att en seriemördare mördar människor med allitterativa namn. Morden följer en alfabetisk ordning, som börjar med ett offer vars initialer var AA, och verkar sakna motiv.
Romanen mottogs väl i Storbritannien och USA när den publicerades. En recensent sa att det var "en överraskning av första rang", medan en annan anmärkte på Christies uppfinningsrikedom i handlingen. En recensent 1990 sa att det var "en klassisk, fortfarande fräsch historia, vackert utarbetad".

## Handling

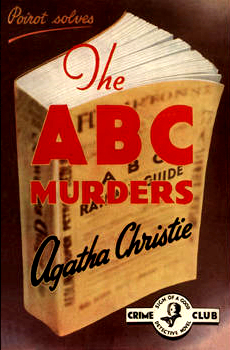
Framsidebild från 1936.

Efter att ha återvänt från Sydamerika träffar Arthur Hastings sin gamle vän Hercule Poirot i hans nya lägenhet i London. Poirot visar honom ett mystiskt brev som han har fått undertecknat "ABC", som beskriver ett brott som kommer att begås mycket snart, vilket han misstänker kommer att vara ett mord. Ytterligare två brev av samma slag anländer snart till hans lägenhet, vart och ett innan ett mord utförs av ABC, och begås i alfabetisk ordning: Alice Ascher, dödad i sin tobaksaffär i Andover; Elizabeth "Betty" Barnard, en flirtig servitris som dödades på stranden i Bexhill; och Sir Carmichael Clarke, en förmögen man, dödad i sitt hem i Churston. Vid varje mord lämnas en ABC Rail Guide bredvid offret.
Polisteamet för utredningen, som leds av kommissarie Japp, inkluderar kommissarie Crome, som tvivlar på Poirots detektivförmåga, och Dr. Thompson, som försöker profilera mördaren. Poirot bildar en "legion" av släktingar till den avlidne för att avslöja ny information: Franklin Clarke, Sir Carmichaels bror; Mary Drower, Aschers brorsdotter; Donald Fraser, Bettys fästman; Megan Barnard, Bettys äldre syster, och Thora Grey, Sir Carmichaels unga assistent. Efter ett möte med det tredje offrets änka, Lady Clarke, kan man konstatera en viktig likhet mellan morden – på dagen för varje mord har en man som säljer silkesstrumpor dykt upp på eller i närheten av varje brottsplats. Trots denna information undrar Poirot varför breven skickades till honom, snarare än till polisen eller tidningarna, och varför det tredje brevet stavade Poirots adress fel, vilket gjorde att han fick det senare. Snart skickar ABC sitt nästa brev och hänvisar alla till Doncaster, där man misstänker att nästa mord kommer att inträffa vid St. Leger Stakes kapplöpning samma dag. Mördaren slår dock till på en biograf i stället, och offrets namn stämmer inte överens med det alfabetiska mönstret för de andra morden.
Polisen får snart ett tips om mannen som kan kopplas till morden – Alexander Bonaparte Cust, en epileptisk handelsresande som lider av minnesblackouts och konstant plågsam huvudvärk till följd av en huvudskada under första världskriget. Cust flyr från sin lägenhet men kollapsar när han anländer till Andovers polisstation, där han tas i förvar. Förutom att han hävdar att en strumpfirma anlitade honom har han inget minne av att ha begått morden men anser att han måste vara skyldig till dem – han hade varit på bio när det senaste mordet inträffade och hittat blod på ärmen och en kniv i fickan efter att han hade gått därifrån. Polisen får reda på att firman i fråga aldrig anlitat Cust. Vid en husrannsakan i hans rum hittas en oöppnad låda med ABC:s järnvägsguider och den skrivmaskin och det fina papper som används i ABC:s brev, medan kniven hittas i korridoren utanför hans rum där han tappade den. Poirot tvivlar på Custs skuld på grund av hans minnesluckor och särskilt för att han hade ett solitt alibi för mordet på Bexhill.
Poirot kallar till ett möte, förkunnar Custs oskuld och avslöjar Franklin Clarke som ABC-mördaren. Hans motiv var enkelt: Lady Clarke är långsamt döende i cancer och vid hennes död skulle Carmichael förmodligen gifta sig med hans assistent. Franklin fruktade ett eventuellt andra äktenskap, eftersom han vill ha hela sin brors förmögenhet, så han valde att mörda sin bror medan Lady Clarke fortfarande levde. Ett slumpartat möte med Cust på en pub gav Franklin idén till mordkomplotten – han skulle maskera sitt brott som en del av ett seriemord. Efter att ha skapat breven som Poirot skulle få satte Franklin upp Cust med sitt jobb och gav honom skrivmaskinen och andra föremål som Franklin skulle använda för att sätta dit honom för morden. Ett förslag från Hastings klargör att det tredje brevet var feladresserat med flit eftersom Franklin inte ville ha någon chans att polisen skulle avbryta mordet. Franklin följde sedan med Cust till biografen, begick det sista mordet och planterade kniven på honom när han gick.
Franklin skrattar åt Poirots teori men får panik när han får veta att hans fingeravtryck har hittats på Custs skrivmaskin och att Milly Higley, en medarbetare till Betty Barnard, såg honom i hennes sällskap. Franklin försöker avsluta sitt liv med sin egen pistol, bara för att upptäcka att Poirot har tömt den med hjälp av en ficktjuv. När fallet är löst parar Poirot ihop Donald med Megan. Senare berättar Cust för Poirot att pressen har gett honom ett erbjudande för hans berättelse; Poirot föreslår att han kräver ett högre pris för det och att hans huvudvärk kan ha uppstått på grund av hans dåligt tillpassade glasögon. När de väl är ensamma berättar Poirot för Hastings att påståendet om fingeravtrycket på skrivmaskinen var en bluff, men är nöjd med att paret "gick på jakt igen".

## Karaktärer
- Hercule Poirot – Känd belgisk detektiv, inblandad i utredningen av seriemorden av ABC, på grund av brev från honom.
- Kapten Arthur Hastings – Poirots gamle vän och kompanjon i fallet. Han är också romanens berättare.
- Kommissarie Japp – Poirots gamle vän i Scotland Yard och utredningsledare för seriemorden.
- Kommissarie Crome – En del av Japps polisteam som utreder morden. Till en början ansvarig för mordet på Bexhill och har en låg uppfattning om Poirot.
- Dr Thompson – Rättsmedicinsk psykolog, tilldelad Japps polisteam. Fokuserar på att göra en profil av mördaren.
- ABC – Den okände, kallblodige seriemördaren i fallet. Hans mönster av mord görs i alfabetisk ordning, med hans visitkort som en ABC-järnvägsguide som lämnas på varje brottsplats.
- Alice Ascher – ABC:s första offer. En äldre kvinna utan barn och ägare till en tobaksaffär i Andover.
- Betty Barnard – ABC:s andra offer. En ung, flirtig servitris på deltid i Bexhill.
- Sir Carmichael Clarke – ABC:s tredje offer. En rik, barnlös gammal man från Churston.
- George Earlsfield – ABC:s fjärde offer. En barberare till yrket, dödad på en biograf i Doncaster. Anses ologiskt vara ett offer i samma mönster som A.B.C.:s mord.
- Franklin Clarke - Sir Carmichaels förorättade yngre bror och hans omedelbara efterträdare. En medlem av legionen som hjälper Poirot i utredningen, ansvarig för att inspirera Poirot att bilda gruppen, och mördaren i fallet.
- Mary Drower – Aschers brorsdotter. En medlem av legionen som bistår Poirot i utredningen.
- Megan Barnard - Bettys äldsta, förnuftiga och relativt jordnära syster. En medlem av legionen som bistår Poirot i utredningen.
- Donald Fraser - Bettys blivande fästman och en temperamentsfull man. Han var till en början misstänkt för mordet på henne, men blir senare medlem i legionen.
- Thora Grey - Sir Carmichael Clarkes attraktiva unga assistent. En medlem av legionen som bistår Poirot i utredningen.
- Alexander Bonaparte Cust - En epileptisk handelsresande; Hans tillstånd är resultatet av ett slag mot huvudet under kriget, vilket gör att han är benägen att få blackouts och svår huvudvärk. Den huvudmisstänkte i fallet, ovetandes iscensatt av ABC, och romanens huvudsakliga villospår.
- Franz Ascher – Alices alkoholiserade och frånskilda make. Den första misstänkte för mordet på sin fru.
- Milly Higley - En medarbetare till Betty.
- Charlotte, Lady Clarke - Sir Carmichaels fru, som lider av obotlig cancer. Får vanföreställningar eller blir irriterad av medicinen hon tar.
- Roger Downes – Skollärare som besöker biografen i Doncaster och stöter på Earlsfields kropp efter mordet.
- Lily Marbury - Dotter till Custs hyresvärdinna, som varnar honom för att polisen kommer efter honom.
- Tom Hartigan - Lilys pojkvän, som berättar för polisen om sina misstankar om Custs förehavanden på dagen för mordet på Earlsfield.

## Litterär betydelse och mottagande
The Times Literary Supplement den 11 januari 1936 avslutade med en not av beundran för handlingen att "Om Mrs Christie någonsin överger fiktionen för brott, kommer hon att vara mycket farlig: ingen annan än Poirot kommer att fånga henne."
Isaac Anderson avslutade sin recension i The New York Times Book Review den 16 februari 1936 med att skriva: "Den här historien är ett första ord, skriven på Agatha Christies bästa sätt. Det förefaller oss vara det allra bästa hon har gjort, inte ens Roger Ackroyd undantagen."
I The Observers nummer av den 5 januari 1936 skrev "Torquemada" (Edward Powys Mathers): "Uppfinningsrikedom ... är en mild term för Mrs Christies gåva. I ABC-morden, som med rätta valts av [brotts]klubben till månadens bok, har hon helt och hållet ändrat sitt angreppssätt på läsaren, och ändå är sanningen bakom denna fantastiska serie av mord lika tämligen svårfångad som någon tidigare sanning som Poirot har varit tvungen att fånga åt oss. Läsaren intar två helt olika mentala attityder när han läser. Till en början, och under många sidor, frågar han sig själv: "Kommer Agatha Christie att svika mig? Tror hon att hon kan ge oss en sådan här berättelse som en detektivhistoria och komma undan med det?" Då kommer han till den övertygelsen, att han har gjort författarinnan orätt, och att han ensam börjar genomskåda hennes knep. I det sista kapitlet finner han, att eftersom det briljanta cirkusarbetet med en trupp röda hästar och en mörk sill har avlett hans uppmärksamhet från ett lugnt övervägande av motivet, har han inte gjort fel, utan bara fel. Det märks förresten att karaktärerna avbryter sig med jämna mellanrum för att berätta att vi har att göra med "en mordmördare". Vi är redo att ta detta för givet tills Mrs Christie (jag skulle inte säga att det går förbi henne) ger oss en som inte är det."
E R Punshon recenserade romanen 1936 och skrev att "En del läsare dras till detektivromanen av det rena intresset av att iaktta och kanske förutse den logiska utvecklingen av ett givet tema, andra finner nöje i att följa det snabba händelseförloppet i en spännande berättelse, och ytterligare andra finner sig främst intresserade av de psykologiska reaktioner som orsakas av brott som inkräktar på det vanliga livets rutiner. Skicklig och lycklig är den författare som kan väva denna trefaldiga tråd till en enhet. I Mrs Agatha Christies nya bok... Uppgiften är lyckad." Han tillade: "I det andra kapitlet visar Mrs Christie oss vad som verkar vara galningen själv. Men den kloke läsaren, som kommer ihåg andra historier av Mrs Christie, kommer att mumla för sig själv: "Jag litar inte på henne; odds på att hon lurar mig", och så kommer det att fortsätta till ett klimax det är inte "odds på" utan ett dött cert som han inte kommer att ha gissat. Till en lätt och tilltalande stil och en adekvat, om än inte särskilt djupsinnig karaktärskänsla, fogar mrs Christie en ytterlig och häpnadsväckande uppfinningsrikedom, och det spelar inte heller någon större roll att det är alldeles omöjligt att acceptera grundvalarna till hennes berättelse eller att antaga, att någon förföljande häst skulle uppföra sig så oföränderligt så exakt som krävdes. Precis som på Bexhill skulle det alltid uppstå ett problem. I den smidiga och till synes obesvärade perfektion med vilken hon uppnår sina mål påminner Mrs Christie om Noël Coward; hon skulle i det avseendet kunna kallas detektivromanens Noël Coward."
En icke namngiven recensent i Daily Mirror den 16 januari 1936 sade: "Jag tackar himlen för att jag har ett namn som börjar med en bokstav i slutet av alfabetet! Det är bara ifall någon imitativ själ använder den här boken som en lärobok för någon trevlig liten serie mord." De sammanfattade: "Det är Agatha Christie när hon är som bäst."
Robert Barnard recenserade romanen positivt och kallade den "En klassisk, fortfarande fräsch historia, vackert utarbetad". Han noterade att handlingen "skiljer sig från det vanliga mönstret genom att vi verkar vara inblandade i en jakt: serien av mord verkar vara ett verk av en galning. I själva verket bekräftar lösningen det klassiska mönstret med en sluten krets av misstänkta, med en logisk, välmotiverad mordplan. Den engelska detektivhistorien kan inte omfamna det irrationella, verkar det som." Hans slutliga omdöme om denna roman är att den var "en total succé – men tack gode Gud att hon inte försökte ta den vidare till Z".
I artikeln "Binge!" i Entertainment Weekly nummer #1343–44 (26 december 2014 – 3 januari 2015) valde författarna ABC-morden som en "EW-favorit" på listan över "Nine Great Christie Novels".

## Allusioner